# Карен Беннетт
Карен Беннетт (англ. Karen Bennett; нар. 5 лютого 1989, Единбург, Шотландія, Велика Британія) — британська веслувальниця, срібна призерка Олімпійських ігор 2016 року, чемпіонка Європи.

## Виступи на Олімпіадах
| Олімпіада           | Дисципліна | Місце |
| ------------------- | ---------- | ----- |
| Ріо-де-Жанейро 2016 | вісімки    | 2     |
| Токіо 2020          | четвірки   | 4     |

## Зовнішні посилання
- Профіль [Архівовано 12 січня 2021 у Wayback Machine.] на сайті FISA.